# Кањон Дад
31° 20′ С; 5° 32′ З / 31.33° С; 5.54° З
Кањон Дад настао је од истоимене реке, приликом зимске бујице, која је обликовала високе литице урезане у планински венац Високи Атлас у Мароку. Овај кањон није ни најдубљи ни највећи кањон на свету, али по свом изгледу спада у најлепше кањоне света. 

## Географски положај
Планински венац Високи Атлас је дуг 740 km и дели Мароко на два дела. Река Дад извире у делу планина чији су највиши врхови увек под снегом и тече југозападно 350 km, након чега се спаја са реком Дра код Уарзазатеа, оазе и некадашњег француског утврђења, на северу Сахаре. Доњи ток реке Дад тече између плантажа палми и бадема. Сам кањон реке Дад налази се на 24 km узводно од трговачког града Бумалнеа, а између града и кањона, на обалама реке налазе се казбаси (утврђења) и ксоури (утврдђена села). „Брда од људских тела“ налазе се на 15 km од Бумалнеа.

## Историја настанка
Пре око 200 милиона година данашње стене су заправо биле корални гребени који су се налазили на дну мора. У последњих неколико десетина милиона година кретање Земљине коре је ове гребене издигло и наборало. Воде које хиљадама година уназад доносе зимске олује усекле су овај дубоки кањон. Кише у том периоду, тачније од новембра до јануара, а понекад и до марта, падају у пределу Високог Атласа, а реку, која у сушном пределу године готово пресуши, претварају у бујицу, која се након пар сати у потпуности смири и врати у првобитано стање. Бујица ове реке, приликом обимних падавина, има чак 20 пута више воде, а њени наноси из виших предела планина ударају у стену, која чини корито реке, и додатно је продубљују. Река је у једном делу толико преобликовала стене, да данас подсећају на столове, пирамиде, па чак и на човеколика бића, толико да их у Мароку називају „брда од људских тела.

## Геологија
Кањон Дад сматра се једним од чуда света, управо због свог изгледа. Приликом изласка Сунца, његови зракови ударају директно на вертикалне зидове кањона, због чега стене мењају боје од црвене преко зелене или пак златне нијансе, у зависности од годишњег доба. С обзиром на своју дугу историју настанка, Високи Атлас данас се одликује многобројним слојевима пешчара, кречњака и лапорца (глине) који украшавају верткалне зидове кањона.

## Клима
Клима предела Марока у коме се налази кањон реке Дад је претежно медитеранска. Најтоплији месец у години је јул, а највиша просечна темепратура износи око 29 °C. Најнижа температура у години је у јануару, када у просеку има 13 °C. С обзиром да врхови на Високом Атласу достижу висину и до 4.165 m постоје врхови који се налазе изнад снежне границе, те се на тим местима снег задржава током целе године.

## Природа

### Флора
Биљни свет у пределу Кањона није разнолик, али је веома битан, јер су у питању ендемичне и веома ретке врсте. Овај предео представља природно станиште атласком кедру , који је веома значајна биљка за ово подручје. 

### Фауна
Фауну која живи у пределу кањона Дад, као и у ширем пределу Високог Атласа чине претежно: различите врсте птица, мајмуна и инсеката. Оно што је карактеристично за сам Кањон јесте да представља природно станиште многим змијама, како због стеновите подлоге, тако и због воде у близини. Најважнија змија овог подручја јесте Атласка змија, ендемична врста и отровница.

## Становништво
Високи Атлас, као и сам предео око кањона насељавали су Бербери, вековима пре него што су Арапи дошли на ово подручје. Овај народ је ту градио планинска утврђења, која се и данас налазе на истом месту. За локално становништво карактеристична је храброст, борбеност, весеље. Брак им није предодређен као другим арапским женама, а имају и специфичне начине облачења, лечења и свакодневне ритуале.

## Туризам
Туристичке организације и агенције широм света организују посете Мароку, где се посета Високом Атласу, као и самом кањону Дад, организује као факултативна екскурзија. Већина агенција, такође, праве различите аранжмане за ово подручје, намењене авантуристима или пак туристима који желе само да виде пејзаж и упознају се локалним становништвом. 